# وليام تشالي
وليام تشالي (بالإنجليزية: William Challee)‏ مواليد 6 أبريل 1904 في شيكاغو - الوفاة 11 مارس 1989 في لوس أنجلوس، كاليفورنيا، الولايات المتحدة، هو ممثل أمريكي بدأ مسيرته الفنية سنة 1926.

## الأعمال
- بورت أوف نيويورك
- قصة جلين ميلر
- الحارس الوحيد
- مقاطعة رينتري
- خمس قطع سهلة

## روابط خارجية
- وليام تشالي على موقع IMDb (الإنجليزية)
- وليام تشالي على موقع ألو سيني (الفرنسية)
- وليام تشالي على موقع أول موفي (الإنجليزية)
- وليام تشالي على موقع قاعدة بيانات برودواي على الإنترنت (الإنجليزية)
- وليام تشالي على موقع قاعدة بيانات الأفلام السويدية (السويدية)
- وليام تشالي على موقع قاعدة بيانات الفيلم (الإنجليزية)
- وليام تشالي على موقع كينوبويسك (الروسية)